# Charles Willauer Kutz
Charles Willauer Kutz (* 14. Oktober 1870 in Reading, Pennsylvania; † 25. Januar 1951 in Washington, D.C.) war ein US-amerikanischer Politiker und Brigadegeneral im Army Corps of Engineers. Im Jahr 1920 war er als Präsident des Board of Commissioners Bürgermeister der Bundeshauptstadt Washington.

## Werdegang
Charles Kutz absolvierte die High School und verdiente sich nebenbei etwas Geld als Angestellter der örtlichen Bank. Im Juni 1889 schrieb er sich bei der United States Military Academy in West Point ein, die er bis 1893 durchlief. Nach der Militärakademie blieb er bei der United States Army und gehörte dort zum Pionierkorps (Corps of Engineers). Im Lauf der Zeit durchlief er alle Offiziersränge vom Leutnant bis zum Oberst. Er war an verschiedenen Standorten innerhalb der Vereinigten Staaten stationiert. Hauptaufgabengebiete waren unter anderem die Betreuung der Wasserstraßen und Häfen auch im Binnenland, was in den USA dem Corps of Engineers obliegt, sowie der Bau von militärischen Anlagen. Zwischen 1911 und 1914 war er auf den Philippinen stationiert.
Im Jahr 1914 wurde Kutz als militärischer Bauingenieur Mitglied des aus drei Personen bestehenden Gremiums Board of Commissioners, das die Stadt Washington regierte. Dort verblieb er bis 1917. Dann nahm er am Ersten Weltkrieg teil. Nach seiner Rückkehr war er von 1918 bis 1921 erneut Mitglied des Board of Commissioners der Bundeshauptstadt. Im Jahr 1920 wurde er zu dessen kommissarischem Vorsitzenden bestimmt. In dieser Eigenschaft übte er faktisch das Amt des Bürgermeisters aus, auch wenn dieser Titel zwischen 1871 und 1975 offiziell nicht benutzt wurde. Diesen Posten bekleidete er allerdings nur für kurze Zeit im Jahr 1920.
Seit 1918 hatte Kutz den Rang eines Brigadegenerals inne. In den 1920er Jahren setzte er seine Laufbahn im Corps of Engineers an verschiedenen Militärstandorten fort. Dann ging er in den Ruhestand. Nach dem amerikanischen Eintritt in den Zweiten Weltkrieg wurde General Kutz reaktiviert und von Präsident Franklin D. Roosevelt erneut in das Board of Commissioners der Bundeshauptstadt berufen. Dort verblieb er zwischen 1941 und 1945. Dann ging er endgültig in den Ruhestand. Er starb am 25. Januar 1951 in Washington.